# Old St Fergus Church

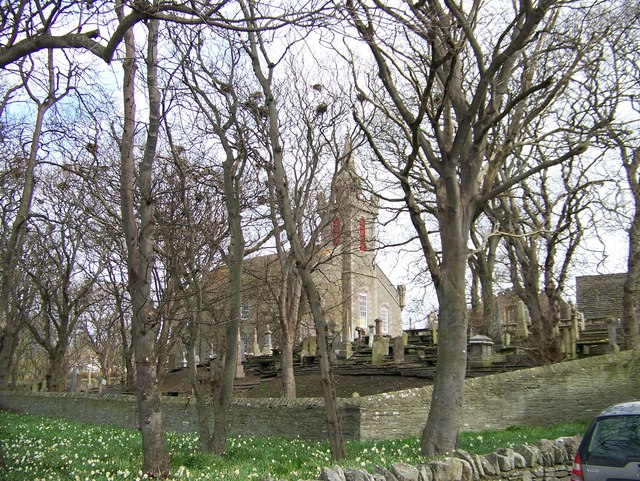
Blick über den Friedhof mit der Wick Old Parish Church. Die Old St Fergus Church steht halbrechts hinter den Bäumen; rechts daneben das Dunbar Memorial.

Die Old St Fergus Church ist eine Kirchenruine in der schottischen Ortschaft Wick in der Council Area Highland. 1979 wurde das Bauwerk in die schottischen Denkmallisten in der Denkmalkategorie B aufgenommen. Das dort installierte Grabmonument Dunbar Memorial ist separat als Denkmal der höchsten Kategorie A klassifiziert.

## Geschichte
In den Jahren 1223 und 1245 ist eine Kirche am Standort in Dokumenten belegt. Sie war dem heiligen Fergus geweiht, der im 8. Jahrhundert als christlicher Missionar in Caithness wirkte und eine Kirche in Wick errichtete. Im späteren 16. Jahrhundert wurde die mittelalterliche Kirche um die Kapelle Sinclair Aisle ergänzt, welche den Earls of Caithness als Grablege diente. Erbauer war vermutlich George Sinclair, 4. Earl of Caithness, der 1583 verstarb. 1794 wurde die Ferguskirche als „…sehr alt, lang, schmal, schlecht konstruiert und möglicherweise die schlechteste in Caithness…“ beschrieben. Mit dem Bau der heutigen Wick Old Parish Church in den 1820er Jahren wurde die Ferguskirche obsolet. Erhalten ist seit 1841 nur noch der Sinclair Aisle, der 1835 „instandgesetzt und ornamentiert“ wurde.
William Dunbar of Hempriggs († 1711), der in der Nähe 1692 das Herrenhaus Hempriggs House errichten ließ, ließ im frühen 18. Jahrhundert in der St Fergus Church das Grabmonument Dunbar Monument einrichten. Mit dem Bau der neuen Pfarrkirche wurde vermutlich für das Dunbar Monument eine Umfriedung neben dem Sinclair Aisle geschaffen. 2014 wurde das Dunbar Monument in das Verzeichnis gefährdeter denkmalgeschützter Bauwerke in Schottland aufgenommen. 2020 wurde sein Zustand als schlecht bei gleichzeitig moderater Gefährdung eingestuft.

## Sinclair Aisle
Der Sinclair Aisle steht in der Nordostecke des Friedhofs abseits der High Street (A99). Die Wick Old Parish Church steht direkt westlich. Das längliche Bauwerk besitzt eine Länge von 11,6 Metern bei einer Breite von 6,8 Metern. Sein Feldstein-Mauerwerk weist eine Höhe von etwa 2,2 Metern auf. Das Dach ist nicht erhalten. Die Fenster und Portale des Sinclair Aisles scheinen nicht dem Ursprungszustand zu entsprechen; ebenso die verzierende Zinnenbewehrung. An der Nordseite ist im Inneren eine 0,4 Meter hohe und 3,0 Meter lange, vergipste Beton-Plinthe angesetzt. Verschiedene Grabplatten und Monumente wurden in die Sammlungen von Museen verbracht.
Auf dem umgebenden Friedhof finden sich Grabstellen aus dem 17. bis zum 19. Jahrhundert.

## Dunbar Memorial
Für das direkt östlich des Dunbar Aisles befindliche Dunbar Memorial wurde eine drei Meter hohe, unbedachte Umfriedung im ägyptischen Stil errichtet, die eine Fläche von 6,8 Metern Länge und 6,4 Metern Breite umschließt. Ihre südexponierte Hauptfassade ist bossiert. Oberhalb des zweiflügligen Hauptportals ist eine oktogonale Platte eingelassen. Im Inneren befindet sich das klassizistische Monument. Es ist mit korinthischen Säulen auf profilierten Plinthen gestaltet, die ein Gebälk mit Bandfries und gebrochenem Dreiecksgiebel tragen. Das Gesims ist mit Mutuli ornamentiert. Das Tympanon zeigt das Wappen der Dunbars of Hempriggs and Ackergill, Putten und Löwen.